# 牠 (小說)
《牠》是史蒂芬·金於1986年所著的奇幻小說，描述5個小孩對抗怪物的故事。這部小說於1987年獲提名軌跡獎及世界奇幻奖，並贏得了英國奇幻文學獎。1990年，這部小說被改編成有兩集的迷你劇。1998年電視劇《Woh》。2017年推出電影，其續集於2019年9月上映。

## 故事簡介

### 1957年
威廉的弟弟喬治於一個雨天，在下水道附近遭到謀殺，為德利鎮一連串小孩失蹤的案件拉開序幕。同時，威廉遇到六位經常遇到學校惡霸欺凌、家庭暴力等人生難題的朋友：被父親家暴的貝芙莉、因為猶太身分被歧視的史丹、沉迷於歷史書籍中的黑人麥可、因為體重過重且單親而被欺負的班、常被批評為「過動」且喜歡說笑的李奇、和遭到母親情緒勒索而產生心因性氣喘的艾迪。這七人組成了魯蛇俱樂部，誓要找到兇手。期間，他們身邊不約而同發生奇異的現象，時不時被恐怖的生物或景象折磨著；而由於這個威脅並無固定形體，他們便將所有兇殺案的幕後兇手稱之為「牠」(It)。他們在圖書館翻查資料，發現銀可以對付怪物，便帶著銀珠到牠出現的地方。「牠」受了重傷逃回下水道，唆使學校惡霸亨利追殺他們。他們被亨利追到下水道，與牠的真面目正面對峙。在對峙期間，另一古老生物烏龜出現在威廉的意識中(此烏龜為黑塔中支撐光束的其中一員)，告知威廉牠的來歷。威廉最終憑小孩的想像力及堅持打敗了牠，不過沒有真正殺死牠；於是七人許下約定、若未來怪物重生，他們將會再次聚首以與牠對抗。在此之後，威廉等人各奔東西，同時也漸漸遺忘德利鎮。

### 1984年
27年後，「牠」再次來到德利鎮，留守德利的麥可於是召集眾人回到德利鎮，實踐當年的誓言。然而七人中的史丹無法承受恐懼和壓力，在接到電話後便於浴室內自殺。剩下五人重返德利鎮，與留在德利擔任圖書館館長的麥可重聚；麥可這些年來一直追查「牠」在德利的歷史，發現「牠」在此地已經很多年，每隔廿五至廿七年就會破壞德利，製造失蹤案及奪命大火等災害。長大成人後的魯蛇俱樂部成員們想再次對抗「牠」，卻居於劣勢：首先，受到「牠」操縱人心的力量影響，大部分人對廿七年前發生的事印象已經相當模糊。除此之外，「牠」還再次控制亨利和魯蛇俱樂部的親眷，意圖逼迫他們就範。然而剩餘的六人再次走進下水道獵殺「牠」，怪物認為他們已經失去小孩時期的能力，加上烏龜已經死去，沒有庇佑的他們必死無疑。威廉確實一度在試圖抓住怪物的途中被拉走，幸虧李奇奮不顧身去拯救他；而後艾迪為了消滅怪物，犧牲自己作為誘餌，讓剩下五人能徹底殺死「牠」。

## 外部連接
- 列在網路推理小說資料庫中的《牠 (小說)》
- It （页面存档备份，存于） at Worlds Without End
- IT Review （页面存档备份，存于） at Illuminati Blog
- A Chapter-By-Chapter Analysis （页面存档备份，存于） at It: An Annotated Look at Stephen King